# José Bento
José Bento de Almeida e Silva Nascimento, conocido literariamente como José Bento, (Pardilhó, 17 de noviembre de 1932-26 de octubre de 2019) fue un poeta y traductor portugués. Gran divulgador de la cultura hispánica en Portugal. 
Fue galardonado por su labor como difusor de la literatura española, con la Medalla de Oro al mérito en las Bellas Artes del Ministerio de Cultura de España (1990) y en 2006, en la primera edición del Premio Luso-Español de Arte y Cultura, que otorgan los ministerios de cultura de España y Portugal, por su reconocida labor a favor de las letras hispánicas.

## Biografía
Nació en Pardilhó, una pequeña aldea del norte de Portugal, perteneciente a la provincia de Aveiro, donde curso sus primeros estudios. Realizó la primaria y secundaria en Oporto y en 1955 terminó su formación en el extinto Instituto Comercial de Lisboa. Trabajó en diversas empresas, llegando a escribir a publicar algún libro sobre contabilidad. En aquella época trabajó también en algunas revistas de poesía como Árvore, Sísifo, Eros y Cadernos do Meio-Dia. Fue uno de los fundadores, en los años 50, de la revista de poesía Cassiopeia. Entre 1963 y 1969, formó parte de la redacción de la revista O Tempo e o Modo. Publicó crítica literaria en periódicos y revistas, en particular en Colóquio-Letras y en la Broteria.
Hacia finales de los años setenta José Bento dio a conocer dos libros, Sequência de Bilbau (Sequencia de Bilbao) (1978) e In Memoriam (1978), donde continúa el verso libre de sus primeros textos más representativos, que se aproxima, por la amplitud y por la disciplina a que se sujeta, al versículo bíblico. Otros libros publicados son O enterro do Señor de Orgaz (1986), Adagietto (1990), Silabárico (1992), Um sossegado Silencio (2002) y Alguns Motetos (2003). Su poesía ha sido traducida al español en varias ocasiones, por ejemplo, en la antología Algunas silabas (selección y traducción de José Luis Puerto, Calambur, Col. Los solitarios y sus amigos, Madrid, 2000).

## Traductor e hispanista
Como traductor del español, su labor abarcó la poesía clásica de Jorge Manrique, San Juan de la Cruz o Garcilaso y contemporánea como Juan Ramón Jiménez,  Antonio Machado, Federico García Lorca, Vicente Aleixandre o Miguel Hernández. Tradujo prosa desde D Quijote de la Mancha a Unamuno. También tradujo a maestros de la literatura hispanoamericana como Pablo Neruda, Octavio Paz o César Vallejo. 